# Actinium(III)-sulfid
Actinium(III)-sulfid ist eine chemische Verbindung des Actiniums aus der Gruppe der Sulfide.

## Gewinnung und Darstellung
Actinium(III)-sulfid kann durch Reaktion von Actinium(III)-oxalat mit Schwefelwasserstoff in einer Kohlenstoffdisulfidatmosphäre bei 1400 °C gewonnen werden.
{\displaystyle \mathrm {Ac_{2}(C_{2}O_{4})_{3}+3\ H_{2}S\longrightarrow Ac_{2}S_{3}+3\ H_{2}O+3\ CO_{2}+3\ CO} }

## Eigenschaften
Actinium(III)-sulfid ist ein schwarzer Feststoff. Er kristallisiert im kubischen Kristallsystem mit dem Thorium(IV)-phosphid Th3P4-Strukturtyp in der Raumgruppe I43d (Raumgruppen-Nr. 220) und dem Gitterparameter a = 8,97 Å.